# Morand d'Altkirch
Pour les articles homonymes, voir Morand.
Morand, du latin Morandus ou Moderamnus (né vers 1050 ou 1075, mort le 3 juin 1115), originaire de Rhénanie, fut un moine clunisien, surnommé l'« apôtre du Sundgau ». Il joua un rôle important, au cours du Moyen Âge, comme saint protecteur de la vigne et du vin. 

## Biographie
Selon les différentes traditions rapportées par ses premiers hagiographes et les Acta Sanctorum, Morandus, né dans une famille de nobles germaniques vers 1050 ou 1075 dans le Comté de Wormsgau ou dans la région de Belfort-Héricourt, fut élevé à l'école épiscopale de Worms. 
Après s'être rendu en pèlerinage à Compostelle, il devint moine bénédictin de Cluny, recevant l'habit de saint Hugues. Puis il fut moine à Mozat en Auvergne où il rétablit la règle bénédictine en 1095 lorsque Mozat fut rattachée à Cluny, avant d'être envoyé fonder vers 1106 un prieuré près d'Altkirch dans le comté de Sundgau où il fut nommé prieur du monastère Saint-Christophe. 
Il décéda le 3 juin 1115 dans sa cellule donnant sur le cloître de son monastère. Il fut inhumé dans le chœur de l'église du prieuré qui prit son nom, son caveau étant recouvert d'une dalle funéraire et d'un gisant.

## Culte

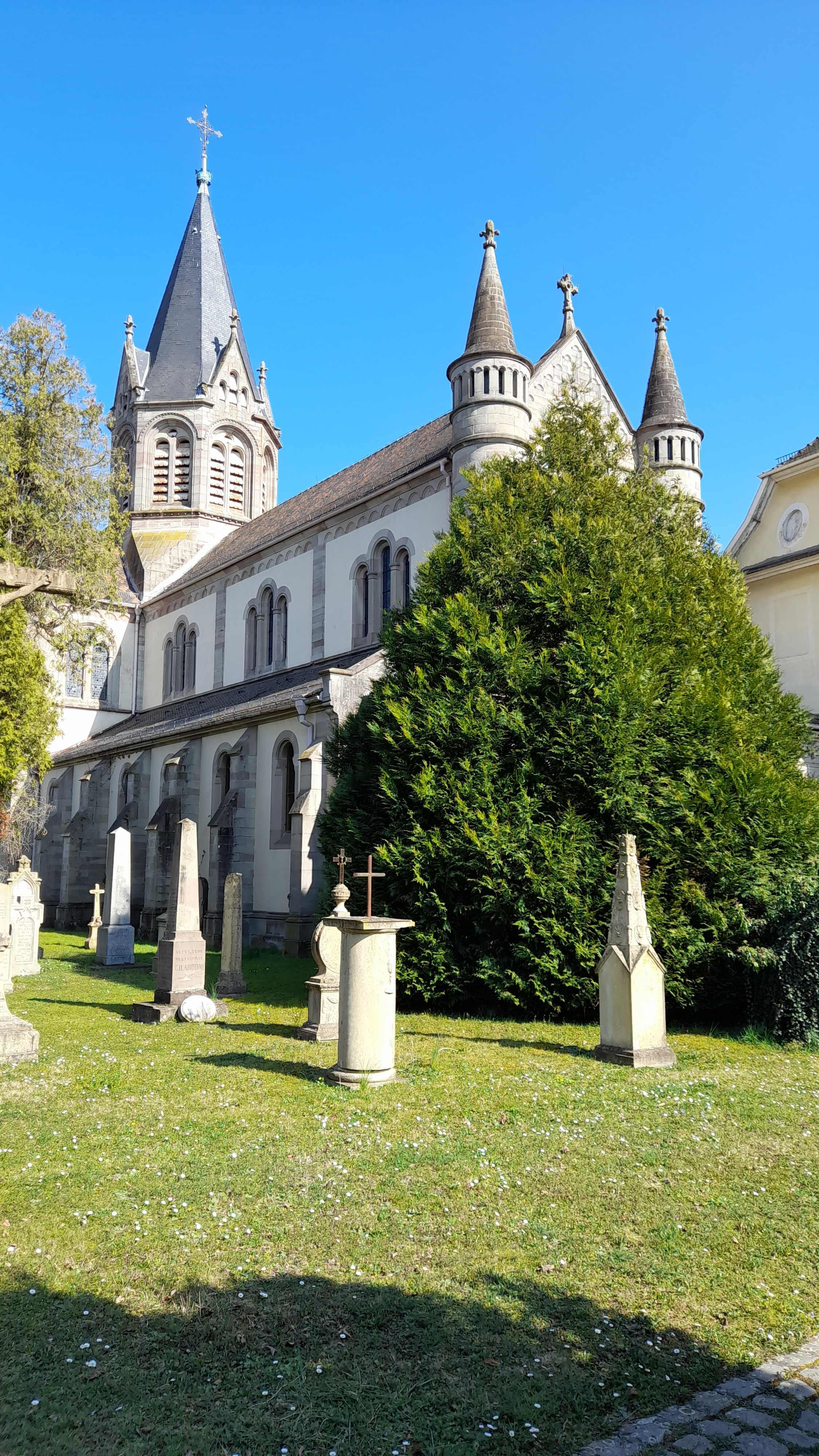
L'église Saint-Morand d'Altkirch (style néo-roman).

Canonisé en 1181 à la demande de l'évêque de Bâle, il reçut le nom d'« apôtre du Sundgau », son tombeau devenant un lieu de pèlerinage très fréquenté. Le ministère de Morand fut en effet accompagné de miracles, et ses reliques étaient vénérées. Les pèlerins qui souffraient de la tête ou des membres mettaient ceux-ci dans les deux évidements de la dalle funéraire.
Fêté le 3 juin, les vignerons le considérèrent comme leur saint protecteur en Bourgogne, en Champagne, en Lorraine, en Alsace, en Rhénanie et en Franconie, car selon la tradition il se serait nourri d'une simple grappe de raisin pendant tout un Carême. On raconte de plus qu'un jour, le prieuré manquait de vin pour ses convives de qualité, Morand fit le signe de croix sur le tonneau vide qui se remplit alors du meilleur vin. Enfin une autre tradition lui attribue l'introduction de la vigne en Alsace. Ses attributs sont fréquemment une grappe de raisin dans une main et un bâton de pèlerin dans l’autre.
L’église du prieuré Saint-Morand d'Altkirch, jugée trop petite, fut reconstruite en 1887 selon le style néo-roman. Elle abrite notamment le gisant de saint Morand et un chef-reliquaire contenant une partie de son crâne offert en 1428 par l’archiduc Frédéric du Tyrol, l’autre partie du crâne étant donné à la cathédrale Saint-Étienne de Vienne par le duc Rodolphe IV d'Autriche en 1360.

## Galerie

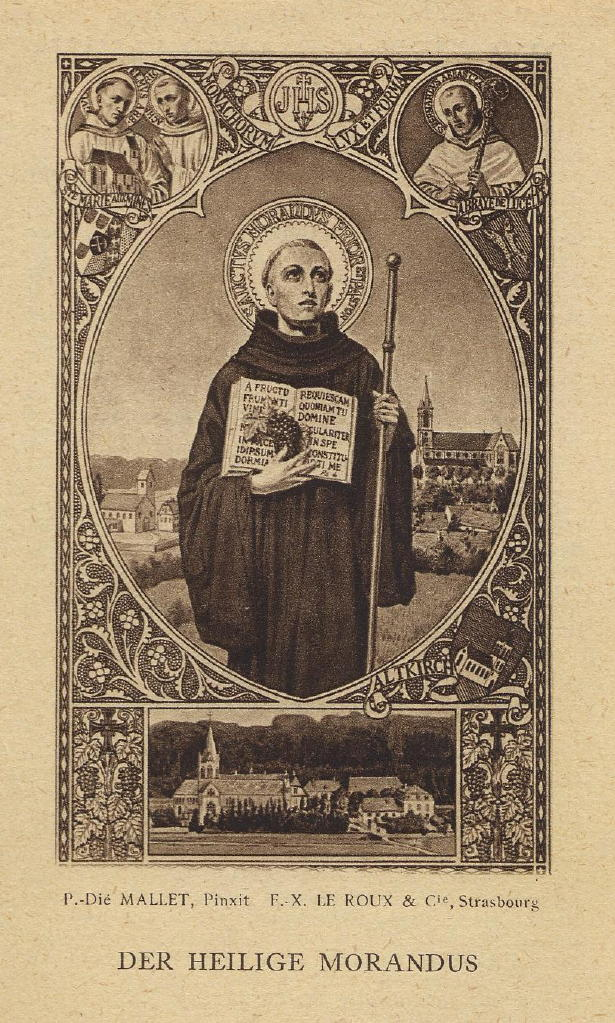
Saint Morand avec ses attributs (1900).
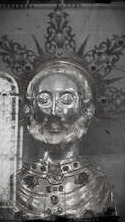
Reliquaire de saint Morand (1428).
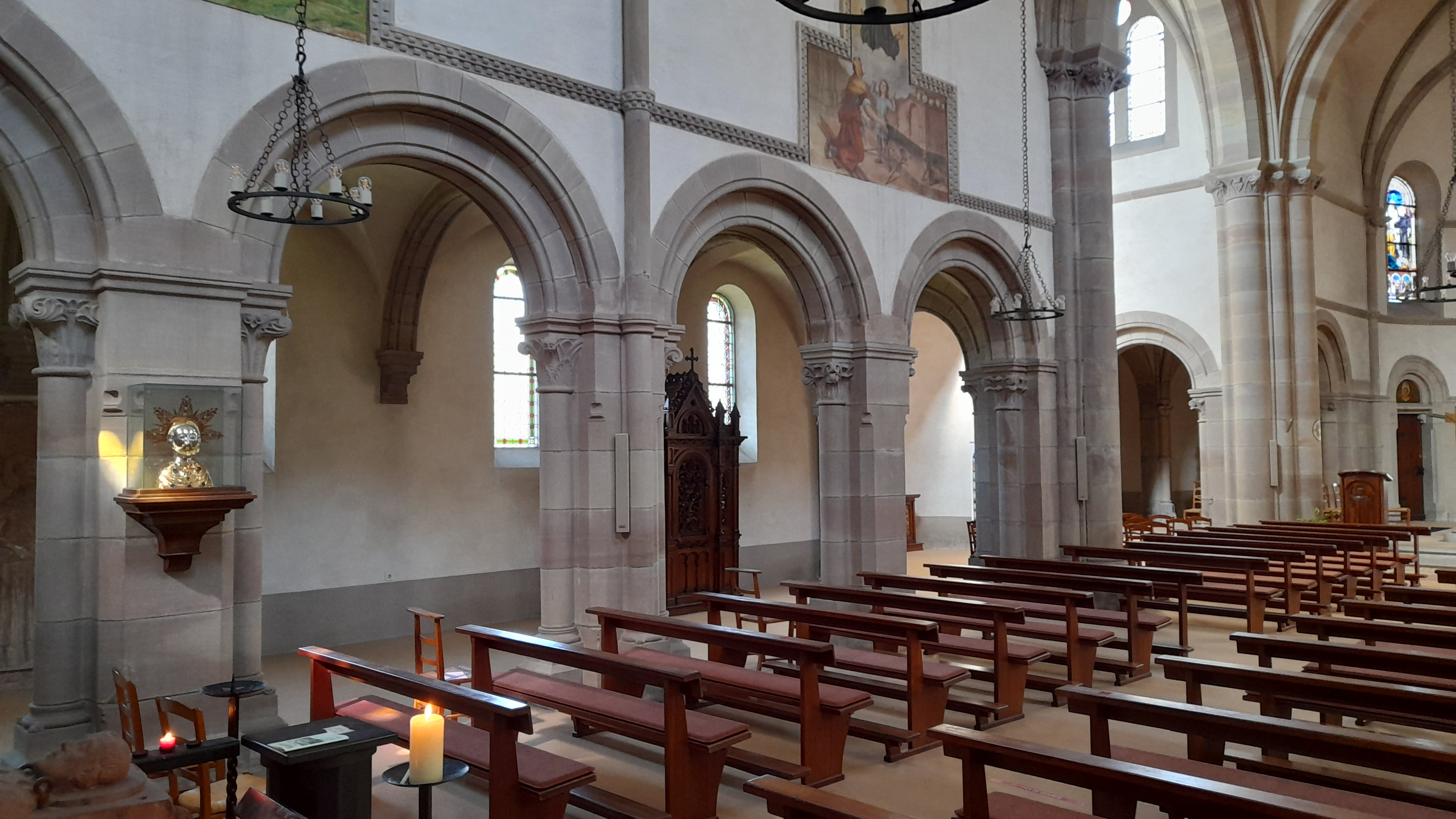
Église Saint-Morand d'Altkirch, la nef et le reliquaire.